# Liste der denkmalgeschützten Objekte in Mühlbach am Hochkönig
Die Liste der denkmalgeschützten Objekte in Mühlbach am Hochkönig enthält die denkmalgeschützten, unbeweglichen Objekte der Gemeinde Mühlbach am Hochkönig.

## Denkmäler
| Foto |                 | Denkmal                                                          | Standort                                             | Beschreibung | Metadaten |
| ---- | --------------- | ---------------------------------------------------------------- | ---------------------------------------------------- | --- | --- |
| ja   | Datei hochladen | Kath. Pfarrkirche hl. Sebastian HERIS-ID: 27637 Objekt-ID: 24174 | Standort KG: Mühlbach                                | Die Pfarrkirche steht, vom Friedhof umgeben, in der Ortsmitte. Der spätgotische Bau wurde im Jahr 1883 nach Westen um ein Joch sowie den Turm mit holzschindelgedecktem Spitzhelm erweitert. Im 20. Jahrhundert wurde die Kirche zweimal restauriert. | BDA-Hist.: Q37912559 Status: § 2a Stand der BDA-Liste: 2025-06-30 Name: Kath. Pfarrkirche hl. Sebastian GstNr.: .181 Pfarrkirche hl. Sebastian, Mühlbach am Hochkönig                                            |
| ja   | Datei hochladen | Urzeitlicher Bergbau Troiboden HERIS-ID: 240303seit 2024         | Mühlbach am Hochkönig 356, bei Standort KG: Mühlbach | Anmerkung: großflächiges Areal, Koordinaten an einer Grundstücksgrenze | BDA-Hist.: Q126122375 Status: Bescheid Stand der BDA-Liste: 2025-06-30 Name: Urzeitlicher Bergbau Troiboden GstNr.: 676/15, 684/1, 676/2, 680/1, 1388/6, 679/1, 679/7, 680/3, 1417, 680/2, 679/14, 676/32, 679/5 |